# Cannibal Corpse (álbum)
Cannibal Corpse es un demo de la banda estadounidense de death metal Cannibal Corpse. Lanzado en 1989, siendo el predecesor del álbum debut de larga duración Eaten Back to Life (1990).
La demo es generalmente conocida entre los aficionados y coleccionistas como "A Skull Full of Maggots" o simplemente "la demo", el logo de la portada fue diseñado por Chris Barnes. Posteriormente las pistas fueron publicadas en la caja recopilatoria 15 Year Killing Spree (2003).

## Lista de canciones
1. «A Skull Full Of Maggots» - 2:08
2. «The Undead Will Feast» - 2:57
3. «Scattered Remains, Splattered Brains» - 2:37
4. «Put Them To Death» - 1:49
5. «Bloody Chunks» - 2:21